# آنتا مقانا
آنتا مقانا (به اسپانیایی: Anta Maqana) یک کوه در پرو است که در Peru, Huancavelica Region, Huaytará Province واقع شده‌است. آنتا مقانا ۴٬۸۸۰ متر بالاتر از سطح دریا واقع شده‌است.